# Schloss Tannbach

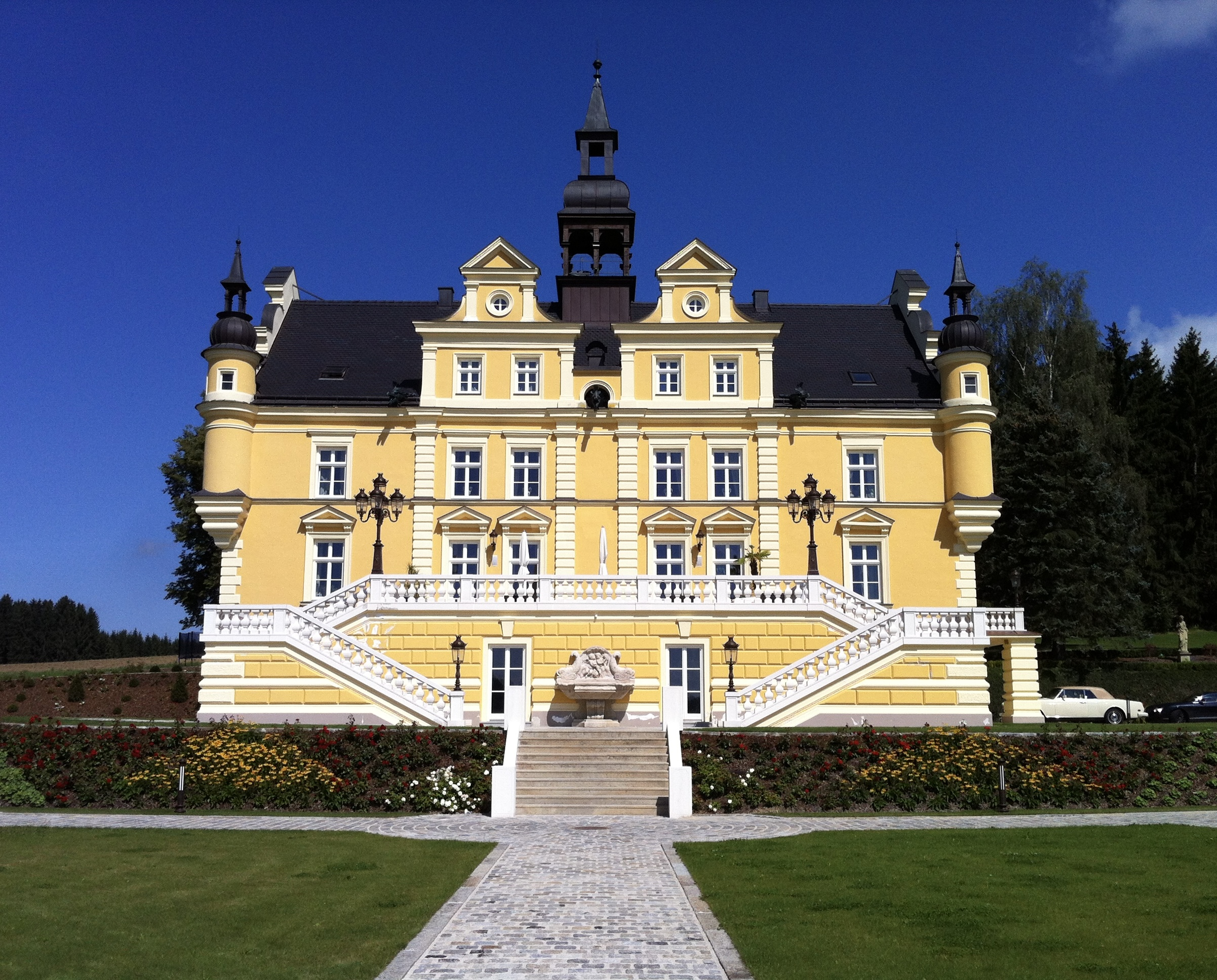
Schloss Tannbach, 2012

Das Schloss Tannbach ist eine private Schlossanlage in Oberösterreich in der Ortschaft Tannbach in der Marktgemeinde Gutau im Mühlviertel. Das Schloss wurde als Freisitz um 1400 erstmals urkundlich erwähnt. In der Karte von Georg Matthäus Vischer ist das Schloss als „Dambach“ eingetragen. Dieser Name findet sich auch in den nachfolgenden Aufzeichnungen. So heißt es in der Urmappe von ca. 1825 „Meyerhof Dambach“. Im Laufe des 19. Jahrhunderts wurde der Name dann in „Thambach“ und weiter „Tannbach“ geändert. Ende des 19. Jahrhunderts erhielt es sein heutiges Aussehen. Zum Schloss gehört auch ein ansehnlicher Gutsbetrieb mit Wirtschaftshof. Das Hauptgebäude steht unter Denkmalschutz (Listeneintrag). Das Schloss wurde 2006 von der Familie Weißengruber gekauft und vollständig renoviert.

## Geschichte

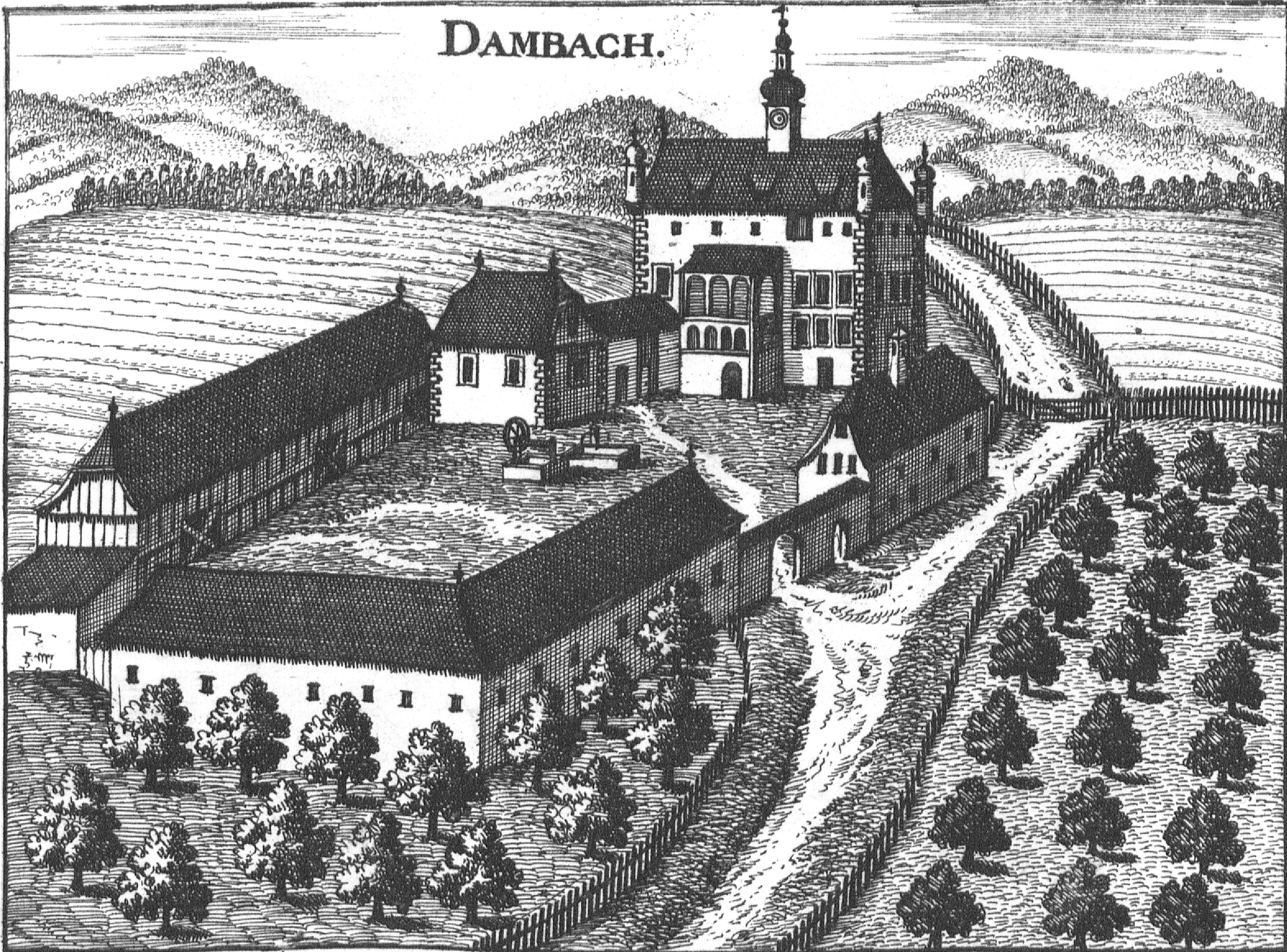
Dambach nach Georg Matthäus Vischer von 1674

### Geschichte des Freisitzes
Um 1230 war die Hube zu Tannbach ein landesfürstliches Lehen. Die Bewohner dieser Gegend waren ursprünglich Untertanen der Griesbacher und Lasberger. Bei der Erbteilung der Familie Kienast im Jahr 1519 gehörten zum Freisitz Güter und Zehente in den Pfarren Gutau, Tragwein, Wartberg ob der Aist, Königswiesen, Naarn im Machlande, Ried in der Riedmark, Linz und Gallneukirchen.
Im Jahr 1573 wurden ein Brauhaus und eine Hoftaverne erwähnt. In Tannbach gab es auch ein Spital für alte und verarmte Herrschaftsuntertanen.

### Besitzerfolge
Als erster Besitzer scheint im Jahr 1400 im Lehensbuch von Herzog Albrecht ein Ulrich Galsberger auf. 1459 kaufte Mathes Chienast das Schloss, das mehrere Jahrzehnte lang im Besitz der Familie blieb. Um 1530 ging das Schloss durch Kauf kurzzeitig an die Familie Weissenauer, die früher den Freistädter Bürgermeister stellten und auch den Fuchsenhof erwarben. Da die Familie nicht in den Adelsstand erhoben wurde, verkauften sie Tannbach im Jahr 1550 an Ernst Hack von Pornimb. Graf Johann Karl von Thürheim folgte, bis Johann Karl Maurer von Hohenstein zu Eydendorf das Schloss übernahm. Durch Heirat ging der Besitz an Philipp von Frey, der 1730 verstarb. 1756 war wieder ein Hack von Bornimb Besitzer des Schlosses.
Im Jahr 1787 erwarb Bartholomäus Kiendler, der Eigentümer der Hammerschmiede Riedlhammer, das Schloss Tannbach. 1805 übernahm es Karl Pfülb von Ehrenheim. Dessen Sohn übergab das Schloss 1823 an Josef Limbrunner. 1873 erwarb der Kartograf Joseph von Scheda das Schloss, der es bis 1878 im Stil des Historismus ausbauen ließ und ihm damit sein heutiges Aussehen gab. Im Jahr 1878 kaufte Heinrich von Planck das Anwesen. Zwischen 1880 und 1906 war Alexander Adler der Besitzer, bis 1906 Graf Ludwig Polzer-Hoditz das Schloss kaufte, das bis 2006 im Besitz der Familie blieb. Anschließend wurde das Schloss von der Familie Weißengruber gekauft, vollständig renoviert und seit 2008 von ihnen bewohnt.

## Bau
Das ursprüngliche Gebäude war ein Edelmannssitz, der später zu einem Renaissancebau mit Ecktürmen und kleinem Uhrturm umgebaut wurde. Zwischen 1873 und 1878 wurde das Schloss im Türmchen-Stil umgebaut. Das Schloss ist heute ein dreigeschoßiger Bau mit rechteckiger Grundfläche. An den Ecken befinden sich Erkertürmchen mit aufgesetztem Zwiebelturm. Die Schmalseiten werden von geschwungenen Giebeln geziert. Die Längsseite zum Wirtschaftshof hin wird von zwei Mansarden bestimmt, die andere Längsseite ist einfach gestaltet, da sie von einem Wald umgeben ist. Die Umgebung hinter dem Schloss liegt niedriger als beim Haupteingang, daher ist der Eingang vom Wald nur über einen Sockel erreichbar.
Zum Schloss gehört auch ein umfangreicher Gutsbetrieb mit dem Wirtschaftshof. Es werden keine Führungen angeboten, eine Besichtigung ist nur von außen möglich.